# 土浦バイパス
土浦バイパス（つちうらバイパス）は、茨城県の土浦市内を走る、全長約8.8kmの国道6号のバイパスである。

## 概要

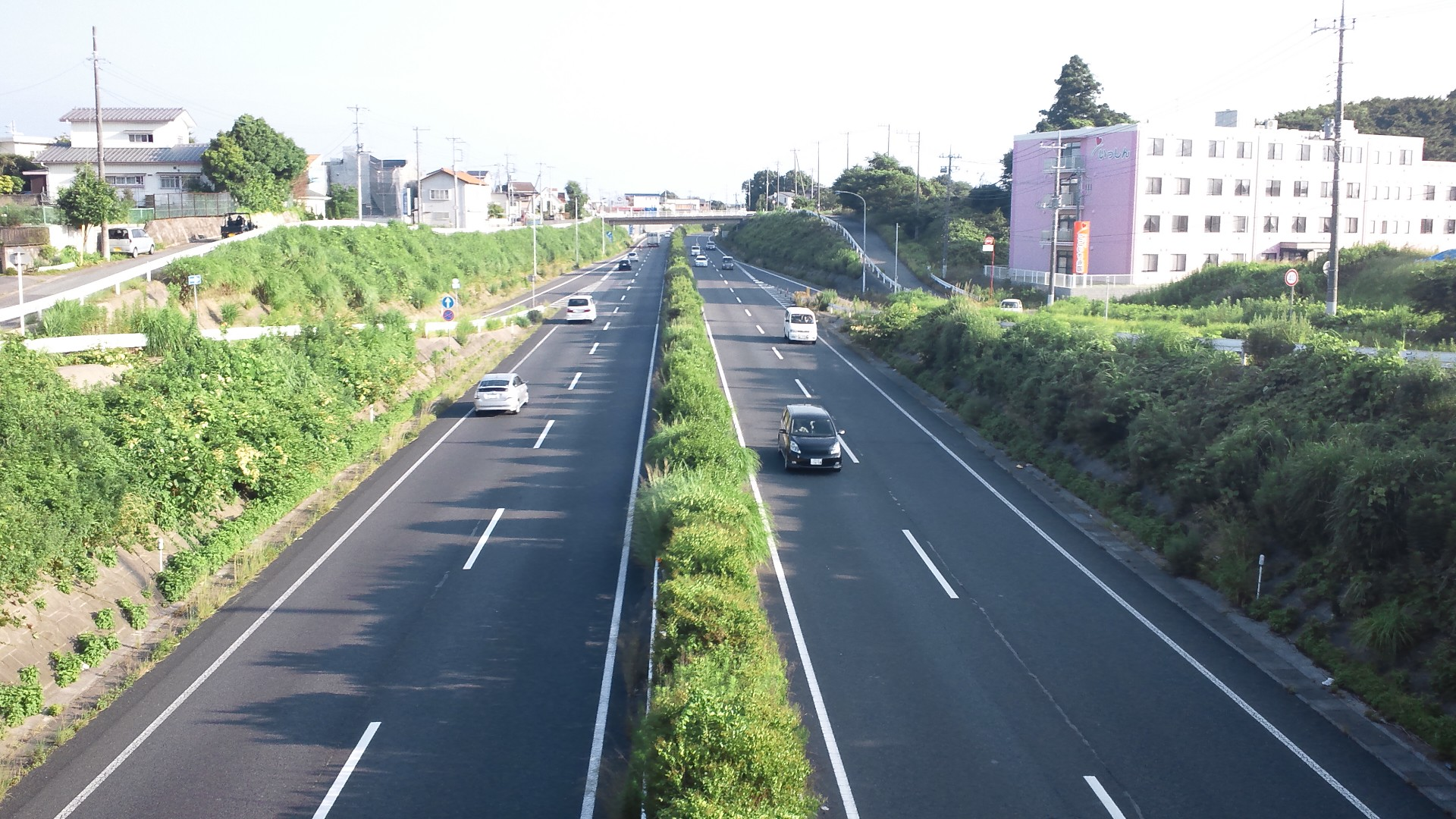
土浦バイパス（土浦市永国）

- 起点 : 茨城県土浦市中（6号BP中村入口）
- 終点 : 茨城県土浦市中貫（6号BP中貫入口）
- 全長 : 8.8km
- 規格 : 第3種1級
- 設計速度
  - 一般部 : 80km/h（最高速度60km/h）
  - 橋梁部 : 60km/h
- 道路幅員
  - 一般部：20.0m
  - 橋梁部：18.5m
- 車線幅員
  - 一般部：17.5m
  - 橋梁部：16.0m
- 車線数 : 4車線

起終点の交差点以外は立体交差となっている。
市街地部を貫く旧道部分は国道125号および国道354号、県道64号に格下げとなっている。
全区間が供用している。2017年3月25日に全線4車線化された、これにより終点の6号BP中貫入口より北の中貫工業団地入口までが4車線となっている。起点側の土浦市中（バイパス中村入口）は現在では現道（水戸街道）とバイパスの本バイパスの分岐点だが、将来はここで牛久土浦バイパスが接続する計画がある。

## 接続するバイパスの位置関係
（柏方面）取手バイパス - 藤代バイパス - 牛久土浦バイパス - 土浦バイパス - 千代田石岡バイパス（水戸方面）

## 交差する道路
| 交差する道路                                         | 交差する道路                  | 交差する場所             | 東京から (km) |
| ---------------------------------------------------- | ----------------------------- | ------------------------ | ------------- |
| 国道6号 東京方面                                     |                               |                          |               |
| 国道125号（阿見美浦バイパス） 国道354号 土浦市街方面 | 国道354号 つくば方面          | 6号BP中村入口 中村陸橋下 | 61.5          |
| 茨城県道123号土浦坂東線                              | 茨城県道123号土浦坂東線       | 上高津                   | 63.8          |
| 茨城県道24号土浦境線                                 | 茨城県道24号土浦境線          | 学園大橋南               | 64.7          |
| 茨城県道199号小野土浦線                              | 茨城県道199号小野土浦線       | （小野線跨線橋下）       | 65            |
| 国道125号                                            | 国道125号                     | 真鍋跨道橋               | 67.3          |
| 国道125号（土浦新治バイパス）                        | 国道125号（土浦新治バイパス） | 都和陸橋                 | 68.0          |
| 茨城県道64号土浦笠間線                               | 茨城県道64号土浦笠間線        | 中貫BP入口               | 71            |
| 国道6号（千代田石岡バイパス） 水戸方面               |                               |                          |               |

## 沿革
- 1969年（昭和44年）度 : 土浦バイパス事業着手
- 1972年（昭和47年）度 : 用地買収着手
- 1973年（昭和48年）度 : 工事着手
- 1978年（昭和53年）3月 : 一部開通（土浦市常名 - 中貫 延長2.4km、暫定2車線）
- 1982年（昭和57年）3月 : 全線開通（土浦市中 - 常名 延長6.4km、暫定2車線）
- 1983年（昭和58年）2月14日 : 土浦バイパス開通を受け、旧道区間（土浦市中 - 同市中貫）の国道指定を解除し茨城県へ移管[1][注釈 1]。
- 1987年（昭和62年）度 : 上高津立体化推進
- 1988年（昭和63年）度 : 上高津立体化工事
- 1989年（平成元年）10月 : 上高津立体供用開始（延長1.2km、暫定2車線）
- 1990年（平成2年）
  - 2月 : 土浦市常名 - 板谷4車線化供用開始（延長1.4km）
  - 3月 : 土浦市永国 - 上高津4車線化供用開始（延長1.8km）
- 2003年（平成15年）度 : 土浦市板谷 - 中貫3車線化供用開始（延長1.0km）
- 2009年（平成21年）度 : 土浦市佐野子 - 虫掛4車線化事業着手
- 2011年（平成23年）8月 : 工事着手
- 2017年（平成29年）
  - 3月15日 : 土浦市板谷 - 中貫（延長1.0km）、土浦市中 - 永国（延長0.8km）がそれぞれ4車線化[2]
  - 3月22日 : 土浦市粕毛 - 常名（延長2.8km）が4車線化[2]
  - 3月25日 : 土浦市上高津 - 粕毛（延長1.3km）が4車線化、全線4車線化[2][3]

## 交通量
2005年度（平成17年度道路交通センサスより）
平日24時間交通量（台）
- 土浦市虫掛3476 : 44,736